# Geaya gertschi
Geaya gertschi is een hooiwagen uit de familie Sclerosomatidae.